# Detergente

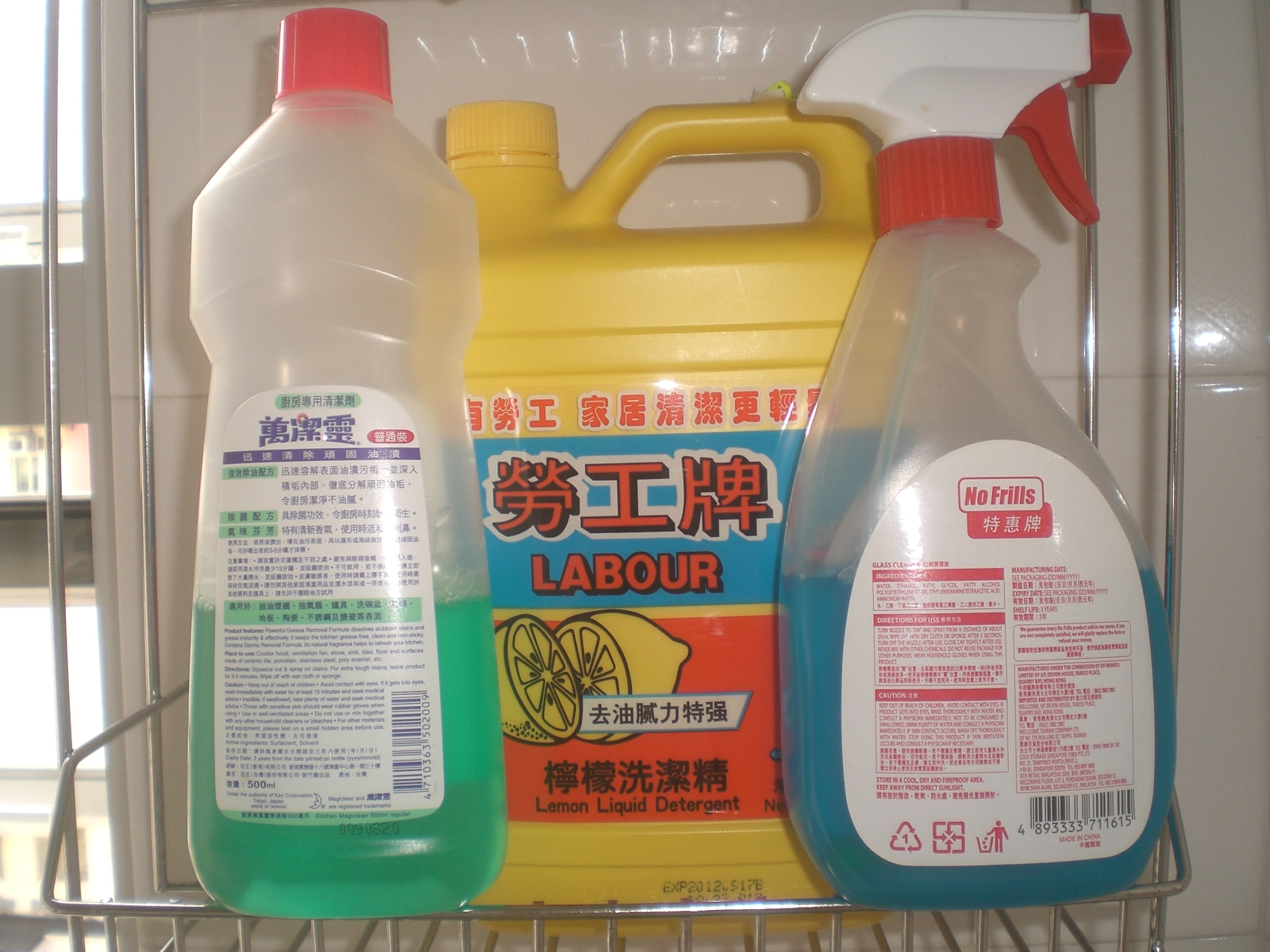
Detergentes en Hong Kong.

El detergente es una sustancia que tiene la propiedad químico-física de peptizar, es decir, la propiedad de dispersar finamente en el agua u otro líquido, un sólido, como por ejemplo, la suciedad o las impurezas de un objeto.
En medicina se entiende por deterger, limpiar una úlcera o herida, y se denominan detersorios las sustancias que se emplean para ello. Esto implica que puedan calificarse como detergentes sustancias tan dispares como la saliva, el jabón o la gasolina dependiendo de sobre qué superficies sean empleadas, ya que cuando limpian tienen un efecto detergente. También se podría definir que detergente es cualquier sustancia que tiene propiedades de humectar a otra sustancia incorporando la sustancia disuelta en la sustancia detergente inicial.
La mayoría de los detergentes son compuestos de benceno sulfonato de sodio, sustituido, denominados sulfonatos de alquilbenceno lineales (LAS). Otros son compuestos de alquilbenceno sulfatos de cadena ramificada (ABS), que se degradan más lentamente que los LAS.
Hasta 1970 un detergente típico de lavandería de gran potencia contenía 50% de tripolifosfato de sodio (fosfato) y solo un 18% de LAS. Como se mencionó anteriormente es el LAS el que tiene la acción detergente, y desde entonces algunos fabricantes han reducido el porcentaje de fosfatos.
Los detergentes deben tener capacidad humectante (mojante) para eliminar la suciedad de las superficies, así como mantener los residuos en suspensión (poder peptizante). Asimismo, deben tener buenas propiedades de enjuague, de suerte que se eliminen fácilmente del equipo los residuos de suciedad y detergente.
Existen muchos tipos de detergentes, por lo que se recomienda informarse al respecto con el fin de asegurar que el detergente a utilizarse sea el adecuado para eliminar el tipo de suciedad que se busque limpiar y se aplique en la concentración y temperaturas correctas.

## Propiedades
Se entiende por detergentes únicamente a las sustancias que peptizan las grasas o la materia orgánica gracias a su tensoactividad. Este término pasó del lenguaje industrial al lenguaje doméstico para referirse a ellos en contraposición con el jabón. Pero en realidad, el jabón es un agente tensioactivo (detergente) más.
Aunque los jabones comparten estas propiedades,  los jabones no son considerados en la práctica como detergentes. Los jabones deben su tensoactividad a la propiedad de sus moléculas de tener una parte hidrófila (a su vez lipófoba) y otra lipófila (a su vez hidrófoba) (v.gr. molécula anfifílica) y poder emulsionar la suciedad insoluble en agua. En el jabón, esta propiedad se obtiene al hidrolizar un ácido graso de cadena larga con una sal alcalina, frecuentemente de sodio o de calcio. 
Este proceso se denomina saponificación. El extremo de la molécula que contiene al ácido graso es lipófilo, y el que contiene al átomo alcalino es hidrófilo. Esta fue básicamente la única sustancia tensoactiva utilizada a nivel doméstico hasta mediados del siglo XX. Cuando aparecieron las lavadoras automáticas se creó una demanda progresiva de sustancias más activas y que se comportasen mejor en aguas duras (más ricas en calcio), ya que éstas disminuían la hidrosolubilidad del jabón, con lo que era arrastrado antes, disminuyendo el tiempo de contacto entre el mismo y la ropa. Esto se sumó a la escasez de jabón que se había producido durante la Segunda Guerra Mundial. Aparecieron en el mercado doméstico productos detergentes de origen industrial que fueron incluyendo mezclas de tensoactivos con otras sustancias, (coadyuvantes, como los polifosfatos, silicatos, carbonatos y perboratos, y agentes auxiliares que incluyen entre otros enzimas, sustancias fluorescentes, extabilizadores de espuma, colorantes y perfumes). Los primeros detergentes de este tipo, derivados del benceno, se utilizaron ampliamente en los años 40 y 50, pero no eran solubles ni biodegradables, lo que los hacía ecológicamente dañinos. Una segunda generación de detergentes, los alquilsulfonatos lineales, resultan menos tóxicos al ser biodegradables.
El primer detergente (jabonoso) se fabricó en Alemania en 1906, y consistía en una mezcla de jabón tradicional al que se añadió perborato y silicato sódicos. Se denominó con las tres primeras letras de cada añadido, Persil (Henkel).

## Detergentes ácidos
Los detergentes ácidos son recomendados para limpiar superficies de cemento o materiales pétreos, pues recuperan la apariencia estética de fachadas y muros, disminuyendo los tiempos de limpieza.
Estos productos ofrecen las siguientes ventajas:
- Limpia rápidamente.
- Mejora la apariencia y adherencia de las superficies.
- No mancha.[cita requerida]

### Aplicación de detergentes
1. Humedecer la superficie antes de aplicar.
2. La aplicación se debe hacer con brocha o rodillo, el producto se debe aplicar sin diluir o bien diluir en una proporción de 1l de detergente por 3 de agua.
3. Después de aplicar espere de 8 a 12 minutos a que el producto penetre en la superficie.
4. Cepille la superficie, con un cepillo de cerdas plásticas o metálicas, dependiendo de la dureza de los residuos, hasta retirarlos por completo.
5. Una vez que ha eliminado todos los residuos, enjuague la superficie con agua y jabón hasta eliminar por completo el detergente ácido y neutralizar la superficie.[cita requerida]

### Precauciones al usar detergentes
- No exceda la dosificación recomendada y no deje el detergente ácido sin neutralizar por mucho tiempo, ya que la superficie se puede deteriorar.
- No utilice el producto para limpiar superficies de metal o acero como: cimbras, tubería metálica, acero de refuerzo, etc., ya que el producto podría corroerlas.
- No mezclar con cloro.[cita requerida]

## Diferencia entre jabón y detergente
La principal diferencia se encuentra en los grupos polares, en los jabones es el grupo carboxilato (O=C-O-Na) en cambio en los detergentes es el grupo SO3 Na.
El detergente es disolvente GH8 mientras el jabón es IJ45 para además hacerlo de una forma corrosiva.[cita requerida]

## Detergentes para ropa
Los detergentes para ropa se pueden clasificar en tres grupos: 
- Detergentes en polvo
- Detergentes líquidos
- Detergentes en pastillas

Durante muchos años los detergentes en polvo han ocupado la mayor parte del mercado de los detergentes textiles, si bien la categoría de los detergentes líquidos está creciendo cada vez más.
Los consumidores utilizan temperaturas de lavado cada vez menores, bien para proteger los tejidos y los colores, bien para ahorrar energía y proteger el ambiente. Por este motivo durante las últimas décadas los fabricantes de detergentes se han visto forzados a modificar severamente la composición de sus productos. Han respondido a estos cambios añadiendo a sus productos enzimas, agentes oxidantes y fosfonatos.
Cabe destacar que algunas personas lo llaman impropiamente jabón en polvo. 
Los detergentes líquidos por su parte son cada vez mejor aceptados entre los consumidores. Estos detergentes suelen tener una efectividad inferior a la de sus homólogos en polvo. Esto se debe a la dificultad para incorporar en ellos ingredientes como las zeolitas, los fosfatos y ciertos agentes blanqueantes. Los fabricantes intentan compensar estos problemas técnicos aumentando la concentración de tensioactivos en la fórmula. En los últimos años se está produciendo un proceso de concentración de los ingredientes en las formulaciones de los detergentes líquidos. Un estudio reciente ha demostrado que los detergentes concentrados tienen una eficacia similar a la de sus homólogos convencionales, siendo los concentrados más respetuosos con el medio ambiente.
A pesar de llevar varios años en el mercado europeo los detergentes en pastillas no han conseguido una cuota de mercado significativa. La mayor ventaja de estos detergentes es su comodidad de uso: se dosifican con facilidad, ocupan poco y es fácil saber cuántas dosis quedan. Uno de los requisitos para formular un detergente en pastillas es que se desintegre rápido al contacto con el agua de lavado. Para ello los fabricantes suelen añadir ingredientes efervescentes, dispersantes o sales de disolución rápida.